# أداد غيتوني
الأداد الغيتوني أو الثُغام الغيتوني أو الأشخيص الغيتوني (باللاتينية: Carlina guittonneaui) نوع نباتي ينتمي إلى جنس الأداد من الفصيلة النجمية. سمي تكريما لعالم النبات غي غيتونو (بالفرنسية: Guy Guittonneau)‏.

## الموئل والانتشار
موطنه المغرب العربي.